# Huruiești
Huruiești is een Roemeense gemeente in het district Bacău.
Huruiești telt 2767 inwoners.